# Vysšaja Liga 1989
L'edizione 1989 della Vysšaja Liga fu la 53ª del massimo campionato sovietico di calcio; fu vinta dalla Spartak Mosca, giunto al suo dodicesimo titolo.

## Avvenimenti
Nonostante un significativo cambio alla guida tecnica (Oleg Romancev sostituì Konstantin Beskov), lo Spartak Mosca si confermò squadra di vertice vincendo il secondo titolo in tre stagioni, dominando la classifica fin dalle prime giornate e resistendo agli attacchi delle rivali.

### Girone di andata
L'avvio del torneo, la cui prima giornata fu disputata l'11 marzo 1989, vide lo Spartak Mosca e la Dinamo Kiev proseguire appaiate fino al sesto turno, quando un pareggio a Minsk fermò gli uomini di Lobanovski. Guadagnata la vetta solitaria, lo Spartak consolidò il proprio primato nel turno successivo, vincendo a Kiev nello scontro diretto per 4-1, ed allungando sulle rivali tra l'undicesima e la dodicesima giornata, al termine della quale conduceva con cinque punti di distacco su un gruppo composto da Dinamo Kiev, Torpedo Mosca e Dnipro. Tale situazione di classifica rese ininfluente la vittoria del Dnipro nello scontro diretto con lo Spartak, che mantenne invariato fino alla fine del girone di ritorno il proprio distacco di tre punti sulle inseguitrici.

### Girone di ritorno
Nelle prime fasi del girone di ritorno lo Spartak confermò il proprio rendimento, aumentando il proprio distacco sul Dnipro e sulla Torpedo. In particolare, a cavallo tra luglio ed agosto, uscendo imbattuto negli scontri diretti (0-0 contro la Torpedo il 26 luglio e 2-1 al Dnepr il 27 agosto), lo Spartak si assicurò un notevole distacco sulle rivali che le permise di affrontare senza particolari conseguenze un lieve calo sopraggiunto nelle quattro giornate a cavallo tra settembre ed ottobre. Il 13 ottobre, vincendo a Minsk per 1-0, lo Spartak mantenne invariato il vantaggio di tre punti sulla seconda: sconfiggendo dopo sei giorni la Dinamo Kiev la squadra di Romancev chiuse la lotta al vertice con un turno di anticipo, assicurandosi il dodicesimo titolo sovietico.
In zona UEFA, la vittoria della Dinamo Kiev in Coppa dell'URSS e il successivo abbandono della Vysšaja Liga da parte dello Žalgiris Vilnius (che all'inizio del torneo successivo abbandonò la Vysšaja Liga per effetto dell'iscrizione della squadra nella neocostituita A Lyga lituana) liberò due posti, occupati da Čornomorec' e Torpedo Mosca. Le retrocessioni in Pervaja Liga furono decretate con un turno di anticipo: caddero lo Zenit Leningrado e il Lokomotiv Mosca.

## Squadre partecipanti
| Club             | Rosa     | Repubblica     | Città          | Stadio                      | Stagione 1988                |
| ---------------- | -------- | -------------- | -------------- | --------------------------- | ---------------------------- |
| Ararat           | dettagli | RSS Armena     | Erevan         | Stadio Hrazdan              | 9° in Vysšaja Liga           |
| Čornomorec'      | dettagli | RSS Ucraina    | Odessa         | Stadio Centrale ChMP        | 13° in Vysšaja Liga          |
| Dinamo Kiev      | dettagli | RSS Ucraina    | Kiev           | Stadio Dinamo di Kiev       | 2° in Vysšaja Liga           |
| Dinamo Minsk     | dettagli | RSS Bielorussa | Minsk          | Stadio Dinamo di Minsk      | 12° in Vysšaja Liga          |
| Dinamo Mosca     | dettagli | RSFS Russa     | Mosca          | Stadio Dinamo (Mosca)       | 10° in Vysšaja Liga          |
| Dinamo Tbilisi   | dettagli | RSS Georgiana  | Tbilisi        | Stadio Lokomotiv di Tbilisi | 14° in Vysšaja Liga          |
| Dnepr            | dettagli | RSS Ucraina    | Dnipropetrovsk | Stadio Meteor               | Campione dell'URSS           |
| Lokomotiv Mosca  | dettagli | RSFS Russa     | Mosca          | Lokomotiv Stadium           | 7° in Vysšaja Liga           |
| Metalist         | dettagli | RSS Ucraina    | Charkiv        | Metalist Stadium            | 11° in Vysšaja Liga          |
| CSKA Pamir       | dettagli | RSS Tagika     | Dušanbe        | Stadio Pamir                | Vincitore della Pervaja Liga |
| Rotor            | dettagli | RSFS Russa     | Volgograd      | Stadio Rotor                | 2° nella Pervaja Liga        |
| Šachtar          | dettagli | RSS Ucraina    | Donec'k        | Stadio Šachtar              | 8° in Vysšaja Liga           |
| Spartak Mosca    | dettagli | RSFS Russa     | Mosca          | Stadio Centrale Lenin       | 4° in Vysšaja Liga           |
| Torpedo Mosca    | dettagli | RSFS Russa     | Mosca          | Stadio Torpedo              | 3° in Vysšaja Liga           |
| Žalgiris         | dettagli | RSS Lituana    | Vilnius        | Stadio Žalgiris             | 5° in Vysšaja Liga           |
| Zenit Leningrado | dettagli | RSFS Russa     | Leningrado     | Stadio Lenin                | 6° in Vysšaja Liga           |

### Allenatori
| Squadra          | Allenatore                                       |
| ---------------- | ------------------------------------------------ |
| Ararat           | Arkadiy Andriasyan Nikolay Kazaryan (da aprile)  |
| Čornomorec'      | Viktor Prokopenko                                |
| Dinamo Kiev      | Valeri Lobanovski                                |
| Dinamo Minsk     | Ėduard Malafeeŭ                                  |
| Dinamo Mosca     | Anatoly Byshovets                                |
| Dinamo Tbilisi   | David Kipiani                                    |
| Dnepr            | Jevhen Kučerevs'kyj                              |
| Lokomotiv Mosca  | Yuriy Syomin                                     |
| Metalist         | Leonid Tkachenko                                 |
| Rotor            | Petr Shubin Aleksandr Sevidov (da aprile)        |
| CSKA Pamir       | Oleg Khabi                                       |
| Šachtar          | Anatolij Konkov Valeriy Yaremchenko (da giugno)  |
| Spartak Mosca    | Oleg Romancev                                    |
| Torpedo Mosca    | Valentin Ivanov                                  |
| Žalgiris         | Benjaminas Zelkevičius                           |
| Zenit Leningrado | Stanislav Zavidonov Vladimir Golubev (da maggio) |

## Classifica finale
|                             | Pos. | Squadra          | Pt | G  | V  | N  | P  | GF | GS | DR  |
| --------------------------- | ---- | ---------------- | -- | -- | -- | -- | -- | -- | -- | --- |
| Unione Sovietica (bandiera) | 1.   | Spartak Mosca    | 44 | 30 | 17 | 10 | 3  | 49 | 19 | +30 |
|                             | 2.   | Dnepr            | 42 | 30 | 18 | 6  | 6  | 47 | 27 | +20 |
|                             | 3.   | Dinamo Kiev      | 38 | 30 | 13 | 12 | 5  | 44 | 27 | +17 |
| [ 21 ]                      | 4.   | Žalgiris         | 36 | 30 | 14 | 8  | 8  | 39 | 29 | +10 |
|                             | 5.   | Torpedo Mosca    | 35 | 30 | 11 | 13 | 6  | 40 | 26 | +14 |
|                             | 6.   | Čornomorec'      | 31 | 30 | 11 | 9  | 10 | 40 | 41 | -1  |
|                             | 7.   | Metalist         | 30 | 30 | 10 | 10 | 10 | 30 | 33 | -3  |
|                             | 8.   | Dinamo Mosca     | 30 | 30 | 9  | 12 | 9  | 31 | 26 | +5  |
|                             | 9.   | Dinamo Minsk     | 39 | 30 | 12 | 7  | 23 | 35 | 33 | +2  |
|                             | 10.  | Rotor            | 27 | 30 | 9  | 9  | 12 | 28 | 35 | -7  |
|                             | 11.  | Dinamo Tbilisi   | 25 | 30 | 6  | 13 | 11 | 27 | 32 | -5  |
|                             | 12.  | Ararat           | 24 | 30 | 8  | 8  | 14 | 25 | 41 | -26 |
|                             | 13.  | CSKA Pamir       | 24 | 30 | 7  | 10 | 13 | 20 | 38 | -18 |
|                             | 14.  | Šachtar          | 23 | 30 | 9  | 5  | 16 | 24 | 36 | -12 |
|                             | 15.  | Lokomotiv Mosca  | 23 | 30 | 7  | 9  | 14 | 20 | 32 | -12 |
|                             | 16.  | Zenit Leningrado | 19 | 30 | 5  | 9  | 16 | 24 | 48 | -24 |

### Verdetti
- Spartak Mosca campione dell'Unione Sovietica 1989. Qualificato in Coppa dei Campioni 1990-1991
- Dinamo Kiev qualificato alla Coppa delle Coppe 1990-1991
- Dnepr e Torpedo Mosca qualificate in Coppa UEFA 1990-1991 insieme al Čornomorec' per intervenuta secessione dello Zalgiris.
- Lokomotiv Mosca e Zenit retrocesse nella Pervaja Liga 1990.
- Dinamo Tbilisi non iscritta al campionato successivo per effetto della secessione verso la Umaglesi Liga georgiana.

### Squadra campione
- Stanislav Čerčesov (30)
- Gennadij Morozov (25)
- Fëdor Čerenkov (28)
- Evgenij Kuznecov (26)
- Aleksandr Bokij (23)
- Igor' Šalimov (20)
- Vasilij Kulkov (30)
- Sergej Rodionov (28)
- Viktor Pasulko (22)
- Valerij Šmarov (27)
- Allenatore: Oleg Romancev

Riserve
Sergeij Bazulev (21), Boris Pozdnyakov (17), Vladimir Kasputin (12), Yuri Susloparov (12), Aleksandr Mostovoi (11), Aleksandr Bubnov (11), Andreij Ivanov (10), Sergeij Novikov (6), Boris Kuznetsov (5), Dmitrij Popov (5), Dmitri Gradilenko (1), Vladimir Sochnov (1), Valeri Shikunov (1)

## Classifica marcatori
|  | Gol | Marcatore           | Squadra       |
|  | --- | ------------------- | ------------- |
|  | 16  | Sergej Rodionov     | Spartak Mosca |
|  | 13  | Heorhij Kandrac'eŭ  | Čornomorec'   |
|  | 11  | Igor' Dobrovol'skij | Dinamo Mosca  |
|  | 11  | Vladimir Grečnëv    | Torpedo Mosca |
|  | 11  | Igor' Kolyvanov     | Dinamo Mosca  |
|  | 11  | Jurij Savičev       | Torpedo Mosca |
|  | 11  | Valerij Šmarov      | Spartak Mosca |
|  | 10  | Nikolaj Kudrickij   | Dnepr         |
|  |     |                     |               |

## Statistiche

### Capoliste solitarie
- 6ª-30ª giornata:  Spartak Mosca

### Squadre
- Maggior numero di vittorie:  Dnepr (18)
- Minor numero di sconfitte:  Spartak Mosca (3)
- Migliore attacco:  Spartak Mosca (49 gol fatti)
- Miglior difesa:  Spartak Mosca (19 gol subiti)
- Miglior differenza reti:  Spartak Mosca (+30)
- Maggior numero di pareggi:  Torpedo Mosca,  Dinamo Tbilisi (13)
- Minor numero di pareggi:  Šachtar (5)
- Maggior numero di sconfitte:  Šachtar,  Zenit Leningrado (16)
- Minor numero di vittorie:  Zenit Leningrado (5)
- Peggiore attacco:  CSKA Pamir,  Lokomotiv Mosca (20 gol fatti)
- Peggior difesa:  Zenit Leningrado (48 gol subiti)
- Peggior differenza reti:  Zenit Leningrado (-48)

### Giocatori
- Capocannoniere: Sergej Rodionov ( Spartak Mosca), 16 reti

### Partite
- Più gol:[24]

 Spartak Mosca -  CSKA Pamir 6-2 (4 giugno 1989)